# Loxocera microps
Loxocera microps är en tvåvingeart som beskrevs av Axel Leonard Melander 1920. Loxocera microps ingår i släktet Loxocera och familjen rotflugor. Inga underarter finns listade i Catalogue of Life.